# Alfred Balen

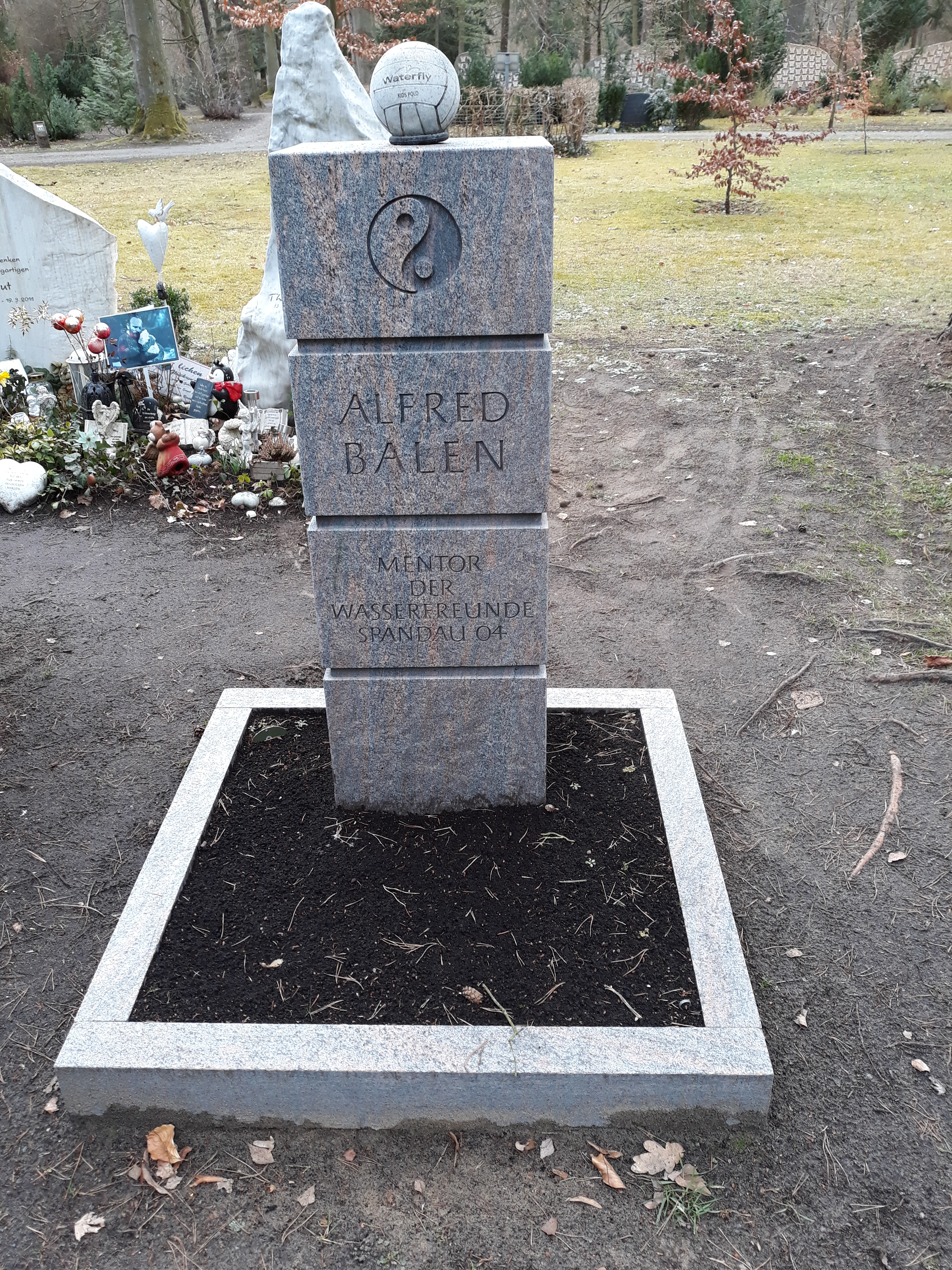
Das Grab von Alfred Balen auf dem Friedhof In den Kisseln in Berlin.

Alfred Balen (* 2. Januar 1930 in Zagreb, Königreich Jugoslawien; † 7. Dezember 1986 in Zürich) war ein  jugoslawisch-deutscher Wasserballspieler und -trainer.

## Leben
Balen begann unmittelbar nach dem Krieg mit 15 bei B.P.K Crikvenica mit Wasserball. Nach dem Abitur spielte er während des Jurastudiums von 1950 bis 1955 für  P.K. Medveščak. Mit diesen wurde er mehrfach jugoslawischer Meister. Nach 1955 entschied er sich gegen die Karriere als Jurist und wurde stattdessen Trainer (er sprach und arbeitete in acht Sprachen). Nach einem Engagement in Ägypten wurde er von Ende 1964 bis nach den Olympischen Sommerspielen 1968 Nationaltrainer in Mexiko. Während es in Mexiko kaum Wasserballer gab, führte Balen alle zusammen, trainierte sie 40 Stunden/Woche und erreichte mit ihnen den 3. Platz bei den Panamerikanischen Spielen 1967 und den 11. bei den Olympischen Spielen in Mexiko-Stadt.
Anschließend ging er 1969 als Landestrainer nach West-Berlin, fasste alle guten Spieler bei Wasserfreunde Spandau 04 zusammen und wurde mit Spandau dreimal Europapokalsieger, gewann zweimal den Supercup, acht deutsche Meisterschaften und achtmal den deutschen Pokal. In der einteiligen Wasserballbundesliga gewann seine Mannschaft zwischen 1977 und 1986 von 278 Spielen 256, spielte elf Unentschieden und verlor nur 10 Spiele, davon nur eins zu Hause. Nachdem Spandau den europäischen Supercup in Zürich gewonnen hatte, bedankte er sich bei jedem einzelnen seiner Spieler (nach einem Sprung in den Pool), fuhr zurück ins Hotel und verstarb an einem Gehirnschlag. Er ist in Spandau beerdigt.

## Training
Er revolutionierte das Wasserballtraining: So verlangte er von seinen Spielern zweimal tägliches Training (1 × Kraft, 1 × im Wasser täglich, wenn kein Spiel) und wollte Wasserball nicht als Sport für ehemalige Schwimmer verstanden wissen, sondern mit einer eigenen Grundlage. So sorgte er dafür, dass die schnellsten seiner Wasserballer sich auch an den Berliner Meisterschaften erfolgreich beteiligten.

## Ehrungen
Balen wurde 1967 zum erfolgreichsten Wasserballtrainer der Westlichen Hemisphäre gewählt. Er wurde in die Hall-of-Fame des Wasserballs aufgenommen. In Spandau wurde eine Straße nach ihm benannt. In Berlin findet jährlich der Alfred-Balen-Cup statt.